# I Want You
I Want You este un hit din 1976 de pe albumul cu acelaṣi nume a cântǎreṭului de soul Marvin Gaye. Dupǎ aceastǎ melodie mai mulṭi artiști au fǎcut cover, notabil Diana Ross (într-un potpuriu) și Madonna.

## Versiunea Madonnei
Madonna a realizat propria ei versiune a cântecului, inițial pentru un album tribut adus lui Marvin Gaye, Inner City Blues: The Music of Marvin Gaye, fiind apoi inclusă și pe compilația ei de balade, Something to Remember. Deși a fost planificat ca prim single, din cauza neînțelegerilor dintre casele de discuri asupra drepturilor de autor, acesta a fost anulat, fiind disponibil doar ca disc promo, în timp ce „You'll See” a devenit primul single de pe compilație. Videoclipul a fost clasat de revista Slant pe locul 55 într-un clasament al celor mai bune 100 de videoclipuri ale tuturor timpurilor.